# Valdemiro Pinto Domingos
Valdemiro Pinto Domingos, noto anche con lo pseudonimo di Miro (Luanda, 22 aprile 2003), è un calciatore angolano, attaccante del Tondela.

## Carriera

### Club
Miro è cresciuto nel settore giovanile dell'Aviação e nel 2021 è stato acquistato dai portoghesi del Gil Vicente. Assegnato inizialmente all'Under-19, nel 2022 è stato promosso nell'Under-23.
Il 22 luglio 2023 ha debuttato in prima squadra nell'incontro di Coppa di Lega perso 1-0 contro l'Oliveirense ed il 10 gennaio 2024, quattro giorni dopo il suo esordio in Primeira Liga, ha segnato il suo primo gol professionistico nel successo per 3-1 sull'Amarante in Taça de Portugal. A fine stagione, dopo complessive 7 presenze (5 delle quali in campionato) ed un'unica rete (quella già citata contro l'Amarante), viene ceduto al Tondela, club della seconda divisione portoghese, dove con 10 reti in 31 presenze contribuisce alla vittoria del campionato.

### Nazionale
Nel 2024 ha esordito nella nazionale angolana.

## Statistiche

### Presenze e reti nei club
Statistiche aggiornate al 26 aprile 2024.
| Stagione        | Squadra         | Campionato      | Campionato | Campionato | Coppe nazionali | Coppe nazionali | Coppe nazionali | Coppe continentali | Coppe continentali | Coppe continentali | Altre coppe | Altre coppe | Altre coppe | Totale | Totale | Totale |
| Stagione        | Squadra         | Comp            | Pres       | Reti       | Comp            | Pres            | Reti            | Comp               | Pres               | Reti               | Comp        | Pres        | Reti        | Pres   | Reti   |        |
| --------------- | --------------- | --------------- | ---------- | ---------- | --------------- | --------------- | --------------- | ------------------ | ------------------ | ------------------ | ----------- | ----------- | ----------- | ------ | ------ | ------ |
| 2023-2024       | Gil Vicente     | PL              | 5          | 0          | CP+CdL          | 1+1             | 1+0             |                    | -                  | -                  |             | -           | -           | 7      | 1      |        |
| Totale carriera | Totale carriera | Totale carriera | 5          | 0          |                 | 2               | 1               |                    | -                  | -                  |             | -           | -           | 7      | 1      |        |

## Palmarès

### Club

#### Competizioni nazionali
- Segunda Liga: 1

Tondela: 2024-2025